# Jørn Karlsrud
Jørn Gunnar Karlsrud (Askim, 10 dicembre 1965) è un ex calciatore norvegese, di ruolo centrocampista.

## Carriera

### Club
Karlsrud cominciò la carriera con la maglia dell'Askim, per poi trasferirsi al Moss. Il centrocampista passò poi al Kongsvinger, per cui esordì il 26 aprile 1992, quando fu titolare nel successo per 2-0 sul Mjøndalen. Il 31 maggio dello stesso anno segnò la prima rete, nel pareggio per 3-3 contro il Brann. Totalizzò 249 incontri con questa maglia, tra campionati e coppe, e segnò 33 reti.
Giocò poi nel Galterud, prima di tornare nel 2004 al Kongsvinger per militare nella squadra riserve del club. Si fermò, tornando a giocare a calcio nel 2008, ancora nel Galterud, prima di ritirarsi definitivamente.